# Fritz Vahrenholt

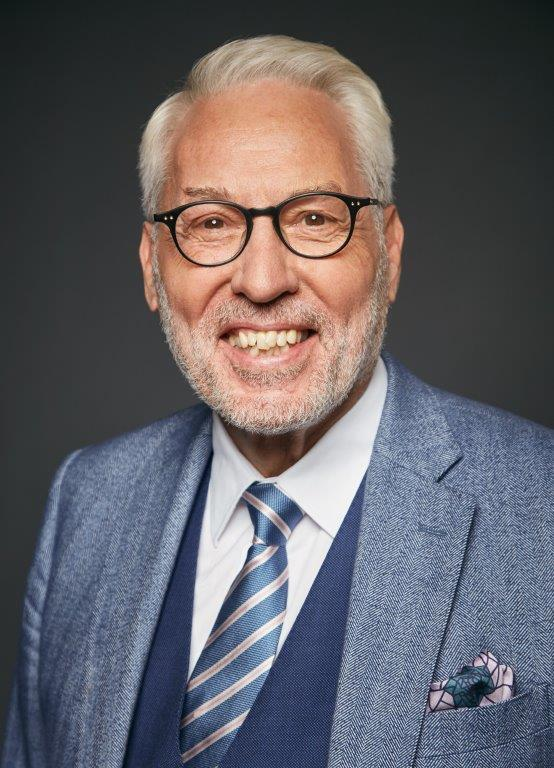
Fritz Vahrenholt (2021)

Fritz Vahrenholt (* 8. Mai 1949 in Gelsenkirchen-Buer) ist ein deutscher Politiker (SPD), Chemiker, Buchautor, Manager und Hochschullehrer. Er war von 1991 bis 1997 Umweltsenator in Hamburg, anschließend war er bei verschiedenen Energiekonzernen im Bereich der Erneuerbaren Energien tätig. Besondere mediale Beachtung fand er durch sein öffentliches Abstreiten vieler wissenschaftlich unumstrittener Forschungsergebnisse der Klimaforschung. Vahrenholt war von 2012 bis Ende 2019 Alleinvorstand der Deutschen Wildtier Stiftung, diese trennte sich wegen seiner klima- und energiepolitischen Aussagen von ihm.

## Leben

### Ausbildung
Vahrenholt begann im Jahr 1968 das Studium der Chemie und der Sozialwissenschaften an der Westfälischen Wilhelms-Universität in Münster und schloss es 1971 als Diplom-Chemiker ab. Im Jahr 1974 wurde er – ebenfalls an der Universität Münster – zum Doktor der Chemie (Dr. rer. nat.) promoviert. Es folgte ein Forschungsaufenthalt am Max-Planck-Institut für Kohlenforschung in Mülheim an der Ruhr. Eine Anstellung als Chemiker in einem Industriebetrieb scheiterte kurzfristig, trotz bereits unterschriebenen Vertrages, nach eigener Mutmaßung an seiner jüngeren Vergangenheit als Studentenvertreter im Fachbereichsrat für die Jusos.

### Beruflicher Werdegang
In den Jahren 1991 bis 1997 war Vahrenholt Umweltsenator in Hamburg, bereits vorher mehrere Jahre lang dortiger Umweltstaatsrat. Nachdem im Jahr 1997 die Regierung Voscherau nicht wiedergewählt worden war, wechselte Vahrenholt in den Vorstand der Deutschen Shell, wo er unter anderem für die neugegründete Sparte der Erneuerbaren Energien zuständig war. Von 2001 bis 2007 arbeitete er als Vorstandsvorsitzender für REpower Systems und brachte das Windenergieunternehmen im Jahr 2002 an die Börse. Von Februar 2008 bis Juli 2012 war er Vorstandsvorsitzender des RWE-Tochterunternehmens RWE Innogy, das unter seiner Führung jährlich eine Milliarde Euro in erneuerbare Energien investierte. Anschließend wechselte er in den Aufsichtsrat des Unternehmens, bis er am 1. März 2014 dort ausschied. Ab dem 1. August 2012 bis zum Entzug der Geschäftsführung im Jahr 2019 war Vahrenholt Alleinvorstand der Deutschen Wildtier Stiftung, die sich für den Schutz und die Förderung heimischer Wildtiere einsetzt. Grund für die Kündigung war seine Kritik an der Klimapolitik der deutschen Bundesregierung, die er damit begründete, dass „eine Zielzahl Netto-Null für die CO2-Emission global überhaupt nicht erforderlich“ sei, aber zu Gefahren für Wirtschaft und Arbeitsplätze führe. Statt dieser Zielzahl würde es für das Klima ausreichen, wenn die weltweiten Emissionen nach 2030 nicht weiter ansteigen.
Seit 1991 nahm Vahrenholt zudem Lehraufträge an der TU Harburg und der Universität Hamburg wahr. Seit 1999 ist er Honorarprofessor an der Universität Hamburg im Fachbereich Chemie.

### Familie
Von 1976 bis 2019 war Vahrenholt mit Maria Müller-Vahrenholt verheiratet. Aus dieser Ehe gingen die Söhne Volker und Oliver hervor.

### Staatliche Institutionen
In den Jahren 1976 bis 1981 war er im Referat für Chemische Industrie beim Umweltbundesamt in Berlin tätig. Von 1981 bis 1984 war er Leitender Ministerialrat unter Holger Börner im hessischen Umweltministerium in Wiesbaden und 1984 bis 1990 Staatsrat bei der Hamburger Umweltbehörde. In dieser Zeit war Vahrenholt wissenschaftlicher Berater für Rainer Erlers Spielfilm Das schöne Ende dieser Welt. 1990 bis 1991 führte er die Hamburger Senatskanzlei, dann war er von 1991 bis 1997 in Hamburg Senator der Umweltbehörde und Vorsitzender des Aufsichtsrats der HEW.
Während seiner dreizehn Jahre beim Hamburger Senat setzte er nach eigenen Angaben auch in Zeiten zunehmender Deregulierung auf eine umweltpolitische Steuerung:

„HEW hat in ihren Heizkraftwerken schon während der Bauzeit der Rauchgasreinigungsanlagen Mitte der 80er Jahre die Schwefeldioxidemissionen freiwillig durch Kalkeinblasung um rund die Hälfte reduziert. Und das 1993 in Betrieb gegangene Heizkraftwerk Tiefstack ist mit Emissionswerten genehmigt worden, die die zulässigen Werte der Großfeuerungsanlagen-Verordnung um mehr als 50 Prozent unterschreiten. Schon bisher allerdings wurde solchen lokalen Maßnahmen entgegengehalten, sie verschlechterten die Standortqualität der Region, das heißt die Attraktivität im Wettbewerb um Unternehmen und Arbeitsplätze - aber sie waren möglich […] Dies ist noch kein Argument gegen Wettbewerb, denn auch dort lassen sich den Unternehmen Umweltstandards als Rahmenbedingungen vorgeben […] Im europäischen Binnenmarkt fordere ich nachdrücklich ein, was bereits 1987 in der Einheitlichen Europäischen Akte vereinbart wurde: nämlich die Harmonisierung des Umweltschutzes auf hohem Niveau.“

Zu Vahrenholts vorrangigen Schwerpunkten als Umweltsenator gehörten ein umfangreicher Um- und Ausbau der Stadtentwässerung und der Abfallwirtschaft, die Altlastensanierung, zum Beispiel in der Bille-Siedlung, und die Luftreinhaltung. Außerdem wurden während seiner Amtszeit etliche Flächen als Naturschutzgebiete ausgewiesen, darunter 860 Hektar der Kirchwerder Wiesen. Im März 1997 konstatierte er, dass „Hamburgs Luft durch Sanierung von Großfeuerungsanlagen, Modernisierung von Heizungen und eine strikte, gleichzeitig kooperative Genehmigungs- und Überwachungspolitik gegenüber der Industrie in praktisch allen Parametern wesentlich besser geworden ist.“ Zu dieser Zeit war die Wintersmog-Verordnung bereits mangels Notwendigkeit aufgehoben worden und das Problem der Dioxine-Emission aus der modernisierten Müllverbrennung galt als gelöst.

### Industrie
Im Jahr 1998 wechselte Vahrenholt zur Deutschen Shell AG. Von 1998 bis 2001 war er als Vorstandsmitglied der Deutschen Shell AG verantwortlich für die Bereiche Chemie, regenerative Energie, Öffentlichkeitsarbeit, Umweltschutz sowie Stromgeschäft und wechselte 2001 in den Aufsichtsrat. 2001 übernahm er den Vorstandsvorsitz der neu gegründeten REpower Systems, den er bis Ende 2007 innehatte. In dieser Zeit war er Mitglied des Rats für nachhaltige Entwicklung unter Kanzler Gerhard Schröder bzw. ab 2005 unter Kanzlerin Angela Merkel.
Von Februar 2008 bis Juli 2012 arbeitete Vahrenholt als Geschäftsführer der neu gegründeten RWE Innogy GmbH, einer Sparte für Erneuerbare Energien des Energiekonzerns RWE. Den Aufsichtsrat seiner früheren Firma REpower Systems verließ er im Juli 2008.
Vahrenholt bekleidet mehrere Aufsichtsratsmandate u. a. bei Aurubis, Encavis. . Vormals saß er im Aufsichtsrat bei ErSol AG, HEW, Deutsche Shell AG, Hamburger SV (1999–2004), Rheinkraftwerk Albbruck-Dogern AG, REpower Systems AG, Thyssenkrupp, Verbio AG, Kelag, Green Exchange und Putz & Partner Unternehmensberatung AG.

### Weitere Tätigkeiten und Mitgliedschaften
In den Jahren 2001 bis 2008 war Vahrenholt Mitglied des Rats für Nachhaltige Entwicklung. Während seiner Zeit als Mitarbeiter des Umweltbundesamtes war er ehrenamtlich in der Kommission Reinhaltung der Luft tätig.
Darüber hinaus ist Vahrenholt Mitglied im Board of Trustees der britischen Denkfabrik Global Warming Policy Foundation, die die menschengemachte Erderwärmung bestreitet.
Vahrenholt ist Gastautor bei der Achse des Guten und Tichys Einblick.
Anfang 2023 publizierte er sein Buch Die große Energiekrise und wie wir sie bewältigen können, das bei der Präsentation vom ehemaligen Innenminister Otto Schily vorgestellt und inhaltlich unterstützt wurde.
Im Mai 2024 trat Vahrenholt als Redner einer Veranstaltung der rechtskonservativen und wirtschaftsliberalen Kleinpartei Bündnis Deutschland auf.
Zu seinen Hobbys gehört die Pflege und Vermehrung von Kamelien.

## Energiepolitik und Leugnung klimawissenschaftlicher Erkenntnisse

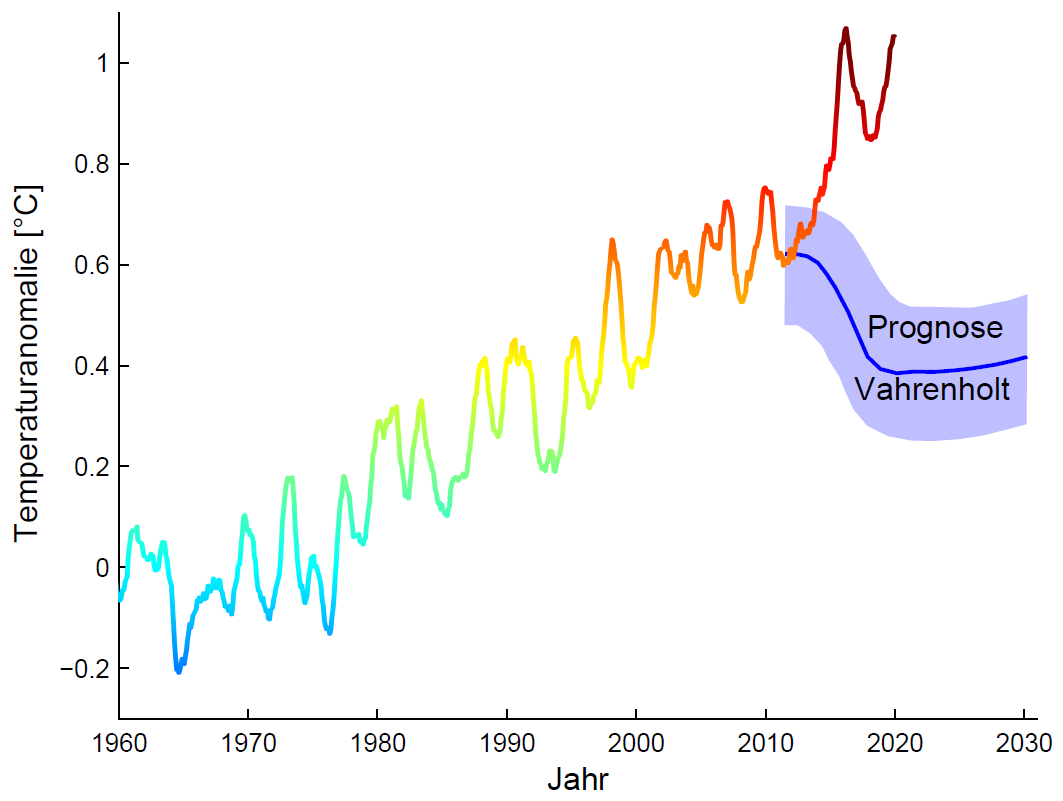
Daten der globalen Temperatur der NASA (gleitendes Mittel über 12 Monate) im Vergleich zur Prognose für die globale Temperatur bis 2030 von Vahrenholt und Lüning aus dem Jahr 2012 (nach Die kalte Sonne, Abb. 73.), Stand Juli 2020.

Vahrenholt bestreitet einen wissenschaftlichen Konsens zur menschengemachten globalen Erwärmung und setzt sich in Medien und eigenen Veröffentlichungen gegen Klimaschutzmaßnahmen ein. Anfang 2012 veröffentlichte er mit dem Geologen Sebastian Lüning, der bis August desselben Jahres bei RWE Dea als Afrikaexperte und Head of Regional Projects tätig war, das Buch Die kalte Sonne.
Auszüge aus dem Buch wurden in einer dreiteiligen Serie mit dem Titel Die CO2-Lüge in der Bild vorabgedruckt. Kernthese des Buches ist, dass nicht nur CO2, sondern vor allem Änderungen der Meeresströmungen und der Sonnenaktivität zur globalen Erwärmung geführt hätten und dass durch abnehmende Sonnenaktivität die zukünftige Erwärmung sehr viel geringer ausfalle als z. B. vom IPCC prognostiziert.
Unter anderem vertritt er die Meinung, dass die Sonne mindestens zu gleichen Teilen wie der durch den Menschen verursachte Kohlendioxid-Ausstoß für die derzeitige globale Erwärmung verantwortlich sei: „Es geht um die Klärung des Problems, welchen Anteil die menschlichen Aktivitäten nun wirklich am beobachteten Klimawandel haben und wie hoch der Beitrag natürlicher Klimaprozesse ist […] Vieles deutet darauf hin, dass unsere Sonne eine bedeutendere Rolle auf der Klimabühne spielt als das CO2, dass beide Effekte sich verstärken, aber auch gegenläufig wirken können“. Er führte (Stand 2012) an, seit 16 Jahren sei ein Stillstand des globalen Temperaturanstiegs zu beobachten und die Berichte des Weltklimarats IPCC seien von Umweltorganisationen wie Greenpeace und WWF beeinflusst.
Während es im Zeitraum bis 2018 zu einem sehr schwachen 24. Sonnenfleckenzyklus kam, entsprechend einer geringeren Strahlungsleistung der Sonne, trat in diesen Jahren an Stelle der von Vahrenholt vorhergesagten Abkühlung ein deutlicher Erwärmungsschub der Erdatmosphäre ein.
Vahrenholt meint, die Warnung vor der globalen Erwärmung sei ein Mittel, um Klimaforschern Arbeitsplätze, Prestige und Forschungsgelder zu verschaffen und über Gesetze die Freiheit der Bürger einzuschränken. Der Umweltphilosoph Jens Soentgen und die Kommunikationswissenschaftlerin Helena Bilandzic werteten dies in einer gemeinsamen Veröffentlichung als Verschwörungstheorie.
In der Fachwelt wurden die Thesen Vahrenholts einhellig verworfen. Zudem äußerten mehrere Wissenschaftler, die im Buch Die kalte Sonne zitiert wurden, um die dort aufgestellten Thesen zu stützen, sie seien falsch wiedergegeben worden. Unter anderem kritisierte der zitierte Statistiker Manfred Mudelsee, dass Vahrenholt und Lüning selbst nach seinem Hinweis, dass seine Arbeit keine Sonnenzyklen belege, dies weiterhin auf ihrem Blog behaupteten. Er fühle sich deshalb von Vahrenholt und Lüning bewusst instrumentalisiert. Zahlreiche Journalisten sowie Energie- und Klima-Experten widersprachen der Analyse Vahrenholts und seiner politischen Forderung, sich „mehr Zeit“ beim Umbau des Energiesystems zu lassen. Die Medien- und Klimawissenschaftler Birgit Schneider, Thomas Nocke und Georg Feulner, die Die Kalte Sonne als prominenteste klimaskeptische Veröffentlichung in Deutschland bezeichneten, fanden darin viele Fälle irreführender grafischer Darstellungen, besonders von Rosinenpickerei. Auch der Klimaforscher Mojib Latif sowie der Direktor des Max-Planck-Instituts für Sonnensystemforschung Sami Solanki hielten Vahrenholts Sonnenaktivitäts-Thesen für haltlos. Der Klimaforscher Hans von Storch, selbst ein Kritiker einer zu „alarmistischen“ Deutung der Erkenntnisse der Klimaforschung, urteilte:

„Er diskutiert nicht, welche Beobachtungen seine Ausführungen widerlegen würden; er untersucht nicht, was ein Fehler bei einzelnen Elementen seines Gesamtsystems für die Gültigkeit seiner Aussagen bedeuten würde. Es mag zutreffende Punkte in seiner Analyse geben, aber wenn er näher an Gebiete kommt, mit denen ich mich selbst beschäftigt habe, zeigen sich Fehler, und wenn ich mit anderen Wissenschaftlern spreche, sagen sie das Gleiche für ihr jeweiliges Fachgebiet. Es scheint, dass Fritz Vahrenholt und sein Koautor Sebastian Lüning einfach Rosinenpickerei betrieben haben – also das, was sie ihren Gegnern vorwerfen.“

Für die Kommunikationsforscher Inga Schlichting und Andreas Schmidt stellt das Buch einen späten Versuch dar, in der Öffentlichkeit Zweifel an der globalen Erwärmung zu säen. Derartige Kampagnen, bei denen nicht nur Zweifel geschürt, sondern auch die Klimaforschung als solche angegriffen wurde, wurden gerade während der 1990er Jahre sehr stark von Industrieverbänden betrieben, um Regulierungen und insbesondere Klimaschutzmaßnahmen zu verhindern. Eine ähnliche Motivation sieht Achim Brunnengräber, der betont, dass die Empfehlungen des Buches „passgenau auf die RWE-Strategie zugeschnitten“ seien, dem damaligen Arbeitgeber Vahrenholts, der für die Energiewende in Deutschland schlecht aufgestellt sei. Von RWE wurde ein solcher Zusammenhang dementiert, das Buch sei Vahrenholts „Privatangelegenheit“.
Im April 2011 war Vahrenholt Gast auf einer Veranstaltung von EIKE, einem Verein, der den menschengemachten Klimawandel leugnet. Seine Vorgehensweise wurde von Wissenschaftlern wie dem Klimatologen Stefan Rahmstorf zum Teil scharf kritisiert. Die Universität Osnabrück sagte einen geplanten Vortrag von Vahrenholt ab, nachdem dieser, so die Universitätsleitung, über den Klimawandel referieren wollte statt wie ursprünglich geplant über die Energiewende und sich weigerte, einen Klimatologen während des Vortrags Stellung nehmen zu lassen. Vahrenholt kritisierte dies als „Maulkorb“.
2019 wandte er sich als Alleinvorstand der Deutschen Wildtierstiftung in einem Brief an die Bundestagsabgeordneten und erklärte in Hinblick auf die Klimapolitik, dass Klimaschutz nicht dringlich sei. Eine von ihm „durchgeführte Modellrechnung“ sowie eine von Victor Brovkin durchgeführte Studie ergebe, dass die Vegetation viel mehr Kohlendioxid aufnehmen könne als vom Weltklimarat IPCC angegeben. Daraufhin warf ihm Brovkin vor, Zitate aus der Studie verzerrt zu haben; zudem seien sowohl seine Annahmen als auch seine Berechnungen falsch. Im gleichen Jahr gründete er mit dem ehemaligen Bundestagsabgeordneten Philipp Lengsfeld (CDU) das „re:look climate-Institut“, dessen Ziel es laut Selbstdarstellung ist, „wissenschaftliche Daten durch eigenständig definierte und durch Spenden finanzierte Initiativen“ zu untersuchen.
Im Herbst 2019 war er Autor und Unterzeichner einer von der niederländischen Klimaleugnerorganisation Clintel verfassten Erklärung von rund 500 Personen, dass es keine Klimakrise gebe. In der Erklärung wird unter anderem gefordert, dass die Wissenschaft unpolitischer sein solle, die Unsicherheiten und Übertreibungen bei Klimaprognosen deutlich benannt werden sollten. Das Klima verändere sich immer wieder, die Erderwärmung verlaufe viel langsamer als angenommen, Klimamodelle seien unzulänglich und Kohlendioxid sei ein Baustein des Lebens. Es sei auch nicht bewiesen, dass Umweltkatastrophen zunähmen; der Klimawandel sei nicht nur auf den Menschen, sondern auch auf natürliche Faktoren zurückzuführen und eine Null-Kohlendioxidpolitik sei schädlich und unrealistisch. Der Guardian schrieb, dass die Deklaration die „Klimawissenschaft leugne“ und „abgegriffene und lange diskutierte Diskussionspunkte zum Klimawandel“ wiederhole, die den Ergebnissen von „wissenschaftlichen Institutionen und Akademien auf der ganzen Welt“ wie auch denen des IPCC widersprächen. Ein Faktencheck der Wissenschaftsplattform „Climate Feedback“ stufte die wissenschaftliche Glaubwürdigkeit der Erklärung auf einer Skala von +2 bis −2 mit −1,8 ein. Die von Vahrenholt mitverfasste Stellungnahme sei „verzerrt“, „ungenau“, „irreführend“ und nutze Rosinenpicken. Zudem wiesen die Wissenschaftler darauf hin, dass von den 500 Unterzeichnern, die sich selbst als „Wissenschaftler und Fachleute“ darstellten, tatsächlich nur 10 Klimawissenschaftler seien.
Im Jahr 2022 wurde bekannt, dass er 2021 als Redner für die AfD-nahe Desiderius-Erasmus-Stiftung zwei Vorträge zum Thema „Macht der Klimawandel Pause? Welche Folgen hat das für die Klimapolitik“ gehalten hatte. Neben einem Online-Vortrag im Juni fand im September auch eine Präsenzveranstaltung in Essen statt. Bei den Veranstaltungsankündigungen wurde Vahrenholts Name weggelassen.
Laut Tagesschau-Faktencheck zu den Thesen der AfD zum Klimawandel leugnet Vahrenholt nicht generell die Erwärmung des Klimas oder ihre anthropogenen Ursachen, er schreibt dem menschlichen Einfluss etwa die Hälfte der bislang gemessenen Erwärmung zu, während er für die andere Hälfte natürliche Faktoren ausmacht. Er sei überzeugt, dass aufgrund der CO2-getriebenen Erwärmung der Umstieg von fossilen Brennstoffen auf CO2-freie Alternativen geboten sei, gehe aber davon aus, dass für diesen Umstieg mehr Zeit zur Verfügung stehe, als angenommen werde. Stand der Forschung ist hingegen, dass die derzeitige globale Erwärmung nahezu ausschließlich vom Menschen verursacht wird.
Im Zuge der energiepolitischen Diskussionen plädierte Vahrenholt unter anderem für eine Laufzeitverlängerung der deutschen Kernkraftwerke und für die Weiterentwicklung und den Bau von Kugelhaufenreaktoren.

## Veröffentlichungen
Klimawissenschaftliche Publikationen (Auswahl)
- Lüning, S., Gałka, M., Bamonte, F. P.,  García-Rodríguez, F., Vahrenholt, F. (2018). The Medieval Climate Anomaly in South America. Quaternary International, 508, S. 70–87. doi:10.1016/j.quaint.2018.10.041
- Lüning, S., Gałka, M., Danladi, I. B., Adagunodo, T. A., Vahrenholt, F. (2018). Hydroclimate in Africa during the Medieval Climate Anomaly. Palaeogeography, Palaeoclimatology, Palaeoecology, Volume 495, S. 309–322. doi:10.1016/j.palaeo.2018.01.025

Schriften
- Entwicklung eines SCF-Störungsverfahrens zur Behandlung von Geometrieänderungen in Molekülen. Dissertation. Universität Münster, 1974.
- mit Egmont R. Koch: Seveso ist überall. Die tödlichen Risiken der Chemie. Mit einem Vorwort von Erhard Eppler. Kiepenheuer & Witsch, Köln 1978, ISBN 3-462-01290-8; Fischer-Taschenbuch-Verlag, Frankfurt 1980, ISBN 3-596-23804-8.
- mit Egmont R. Koch: Im Ernstfall hilflos – Katastrophenschutz bei Atom- und Chemieunfällen. Kiepenheuer & Witsch, 1980.
- mit Egmont R. Koch: Die Lage der Nation. Umwelt-Atlas der Bundesrepublik. Daten, Analysen, Konsequenzen. Gruner & Jahr, Hamburg 1983, ISBN 3-570-03870-X.
- mit Rainer Grießhammer und Frank Claus: Formaldehyd. Eine Nation wird geleimt. Rowohlt, Reinbek 1984, ISBN 3-499-15543-5
- als Hrsg.: Tempo 100. Soforthilfe für den Wald? Rowohlt, Reinbek 1984, ISBN 3-499-33058-X.
- Globale Marktpotentiale für erneuerbare Energien. Deutsche Shell AG, Hamburg 1998.
- Die Zeit des billigen Öls ist vorbei. Endliche Ressourcen erfordern neuen Energiemix. In: Internationale Politik. 56 (1), 2001, S. 11–16.
- Erneuerbare Energien: Strategische Entwicklung eines neuen Kerngeschäfts. In: Klaus Fichter, Uwe Schneidewind (Hrsg.): Umweltschutz im globalen Wettbewerb. Neue Spielregeln für das grenzenlose Unternehmen. Springer, Berlin [u. a.] 2000, ISBN 3-540-67468-3, S. 223–228.
- Profite und Prinzipien. In: Thomas Bausch, Annette Kleinfeld, Horst Steinmann (Hrsg.): Unternehmensethik in der Wirtschaftspraxis. Hampp, München/Mering 2000, ISBN 3-87988-458-7, S. 33ff.
- mit Sebastian Lüning: Die kalte Sonne. Warum die Klimakatastrophe nicht stattfindet. Hoffmann und Campe, Hamburg 2012, ISBN 978-3-455-50250-3. (englische Ausgabe: The neglected sun: why the sun precludes climate catastrophe. Stacey Internat., London 2013, ISBN 978-1-909022-24-9.).
- mit Sebastian Lüning: Unerwünschte Wahrheiten. Was Sie über den Klimawandel wissen sollten. Langen Müller Verlag, München 2020, ISBN 978-3-7844-3553-4.
- mit Sebastian Lüning: Unanfechtbar? Der Beschluss des Bundesverfassungsgerichts zum Klimaschutz im Faktencheck. Langen Müller Verlag, München 2021, ISBN 978-3-7844-3618-0.
- Die große Energiekrise und wie wir sie bewältigen können. Langen Müller Verlag, München 2023, ISBN 978-3-7844-3658-6.